# Jan Theunissen (aartsbisschop)
Johannes Baptist Hubertus (Jan) Theunissen SMM (Schimmert, 3 oktober 1905 - aldaar, 9 april 1979) was een Nederlands geestelijke en een aartsbisschop van de Rooms-Katholieke Kerk, werkzaam in Malawi.
Theunissen liep school in Sittard en vanaf 1919 bij de Montfortanen te Schimmert. Hij trad op 15 augustus 1924 in bij de orde der Montfortanen en hij studeerde filosofie te Oirschot en theologie te Rome. Op 1 december 1929 werd hij in Rome priester gewijd. Hij gaf enkele jaren les in Oirschot en in 1937 vertrok hij naar Mozambique waar hij als missionaris werkzaam was.
Gedurende de Tweede Wereldoorlog was Theunissen provinciaal van de Montfortanen in Nederland. Op 25 december 1949 werd hij benoemd tot apostolisch vicaris van Shire (destijds in Nyasaland) en tot titulair bisschop van Giufi. Zijn bisschopswijding vond plaats op 25 maart 1950. Toen het vicariaat op 25 april 1959 omgezet werd in een aartsbisdom, werd Theunissen benoemd tot eerste aartsbisschop van Blantyre. In 1966/1967 was hij voorzitter van de bisschoppenconferentie van Malawi.
Theunissen legde in verband met zijn gezondheidstoestand op 14 oktober 1967 zijn functie neer. Op dezelfde dag werd hij benoemd tot titulair aartsbisschop van Bavagaliana. In 1967/1968 was hij als apostolisch administrator werkzaam in IJsland. Na de benoeming in oktober 1968 van Harry Frehen tot bisschop van Reykjavik keerde Theunissen terug naar Nederland. Op 19 december 1969 werd hij benoemd tot titulair aartsbisschop van Skálholt. In 1975 werd hij bisschoppelijk vicaris voor het missiewerk bij het bisdom Roermond.
Theunissen overleed na een kort ziekbed op 73-jarige leeftijd.